# De frie vandmasser
De frie vandmasser er en dansk dokumentarfilm fra 1983 med instruktion og manuskript af Jan Gruwier Larsen.

## Handling
Dokumentarfilm om danske havbundsmiljøer.